# Ludwig Boltzmann
Ludwig Eduard Boltzmann (født 20. februar 1844, død 5. september 1906) var en østrigsk fysiker og filosof, hvis største bedrift var i udviklingen af statistisk mekanik, hvilket forklarer og forudsiger, hvordan atomernes egenskaber (såsom masse, ladning og struktur) bestemme materielle fysiske egenskaber (såsom viskositet, termisk ledningsevne og diffusion).
Boltzmann opfandt udtrykket ergodisk mens han arbejdede på et problem i statistisk mekanik.